# Mona Saudi
Mona Saudi, née le 1er octobre 1945 à Amman en Jordanie, morte le 16 février 2022, est une sculptrice jordanienne.
Elle s'installe à Beyrouth, puis étudie à l'École nationale supérieure des Beaux-Arts de Paris et se fait connaître dans la sculpture. Selon Matthew Teller, elle est l'artiste jordanienne la plus connue à l'étranger.

## Biographie et carrière

### Jeunesse
Mona Saudi naît le 1er octobre 1945 à Amman, en Jordanie. Elle grandit dans un quartier qui se situe à proximité du Nymphaeum, les anciens bains publics romains, qui est son terrain de jeu privilégié. La proximité immédiate de ce site historique lui donne un profond respect pour le patrimoine artistique ancien de Jordanie et lui fournira une source d'inspiration pour ses sculptures.
Adolescente, grandissant à Amman, Mona Saudi éprouve le besoin de déménager à Beyrouth, alors centre de la scène artistique arabe, pour devenir une artiste à plein temps. À l'âge de 17 ans, elle s'échappe de chez elle, et prend un taxi pour Beyrouth. Elle dira plus tard qu'elle a quitté la maison sans la permission de son père parce que dans sa famille, les femmes n'ont pas le droit d'aller à l'université.

### Beyrouth, Paris, débuts artistiques
À Beyrouth, Mona Saudi rencontre des artistes, des poètes et des intellectuels influents, parmi lesquels figurent notamment le poète Adonis, Paul Guiragossian et Michel Basbous, et elle s'intègre dans leur cercle de relations. Elle tient sa première exposition artistique dans un café de Beyrouth. Cette exposition et le produit qu'elle en retire lui procurent les fonds suffisants pour acheter un billet pour se rendre à Paris.
Elle s'inscrit à l'École nationale supérieure des Beaux-Arts de Paris et obtient son diplôme en 1973. À Paris, elle tombe amoureuse de la pierre comme matériau privilégié de sa sculpture et l'utilise depuis.
Son œuvre Géométrie de l'esprit trône sur le parvis de l'Institut du monde arabe, où elle se trouve depuis son inauguration en 1987, ayant été offerte par le royaume de Jordanie. 
Mona Saudi sculpte principalement dans la pierre, et utilise des pierres du monde entier pour réaliser ses sculptures. À l'extérieur de son pays, Mona Saudi est considérée en 2002 comme l'artiste jordanienne la plus connue. Ses sujets explorent les thèmes de la croissance et de la création.

## Œuvres

### Œuvres écrites
- Mère / Terre, 1965.
- En temps de guerre : les enfants témoignent, 1970[9].
- La Graine 2007.

### Expositions personnelles
- Galerie Vercamer, Paris, 1971[9].
- Gallery One, Beyrouth, 1973[9].
- Galerie Contemporaine, Beyrouth, 1975[9].
- Galerie Elissar, Beyrouth, 1981[9].
- Galerie Épreuve d'Artiste, Beyrouth, 1982[9].
- Galerie d'art Alia, Amman, Jordanie, 1983[9].
- Galerie Al-Salmieh, Koweït, Koweït, 1985[9].
- Galerie 50 × 70, Beyrouth, Liban, 1992[9].
- Galerie d'art Al-Balkaa, Fuheis (en), Jordanie, 1992.
- Croissance, jade jordanien,  2002[10].
- Poetry in Stone, EAU, 2015[11].
- Sculptures et œuvres sur papier, 1995-2017, Galerie Saleh Barakat (en), Beyrouth, 2017[12].
- Poésie et forme, Sharjah Art Museum (en), 2018[2].

### Expositions collectives
- Lumières du Liban, Institut du monde arabe, Paris, 2021[13]
- Art palestinien, Musée oriental, Moscou, 1979[9].
- Exposition Internationale pour la Palestine – Beyrouth, 1978[9].
- Art contemporain arabe, Londres, 1983.
- Art contemporain arabe, Paris, 1987[9].
- Art contemporain jordanien, Ontario, Canada, 1991.
- Atelier Art Public, Paris, 1993.
- Musée national des femmes dans les arts, Washington, 1994.
- Forces of Change: Artists of the Arab World, 1994[9].